# امیندو-وانیکس
امیندو-وانیکس (به فرانسوی: Amendeuix-Oneix) یک کمون در فرانسه است که در Canton of Saint-Palais واقع شده‌است.

## خصوصیات
امیندو-وانیکس ۷٫۶۶ کیلومترمربع مساحت و ۴۰۷ نفر جمعیت دارد و ۶۰ متر بالاتر از سطح دریا واقع شده‌است.